# Markus Wuckel
Markus Wuckel (ur. 5 kwietnia 1967 w Blankenburgu) – niemiecki piłkarz występujący na pozycji napastnika i trener piłkarski, reprezentant NRD.

## Życiorys
Jest wychowankiem BSG Stahl Blankenburg, a seniorską karierę rozpoczynał w BSG Stahl Brandenburg. 16 marca 1985 roku w barwach tego klubu zadebiutował w DDR-Oberlidze w wygranym 2:0 spotkaniu z FC Karl-Marx-Stadt. Po zakończeniu sezonu 1984/1985 przeszedł do 1. FC Magdeburg. Z klubem tym w sezonie 1989/1990 zajął trzecie miejsce w mistrzostwach NRD. Podczas pobytu w tym klubie był także reprezentantem NRD, debiutując 29 kwietnia 1987 roku w meczu eliminacji Mistrzostw Europy przeciwko ZSRR (0:2). Zdobył ponadto dwa gole dla reprezentacji 26 stycznia 1990 roku w wygranym 2:1 towarzyskim spotkaniu z Kuwejtem. Po zjednoczeniu Niemiec Wuckel występował w klubach niższych lig niemieckich: VfB Oldenburg, Arminii Bielefeld, Rot-Weiss Essen, VfB Lipsk i 1. FC Saarbrücken. W latach 1998–2000 był prezesem oraz grającym trenerem Blankenburger FV. Następnie trenował zawodników 1. FC Wernigerode. W 2003 roku został trenerem kobiecej drużyny Arminii Bielefeld. Tę funkcję pełnił przez osiemnaście lat. Ponadto w latach 2002–2007 był zawodnikiem TuS Hillegossen.

## Statystyki ligowe
| Sezon     | Klub               | Liga          | Mecze | Gole |
| --------- | ------------------ | ------------- | ----- | ---- |
| 1984/1985 | Stahl Brandenburg  | DDR-Oberliga  | 9     | 1    |
| 1985/1986 | 1. FC Magdeburg    | DDR-Oberliga  | 25    | 7    |
| 1986/1987 | 1. FC Magdeburg    | DDR-Oberliga  | 25    | 8    |
| 1987/1988 | 1. FC Magdeburg    | DDR-Oberliga  | 22    | 10   |
| 1988/1989 | 1. FC Magdeburg    | DDR-Oberliga  | 23    | 11   |
| 1989/1990 | 1. FC Magdeburg    | DDR-Oberliga  | 17    | 11   |
| 1990/1991 | 1. FC Magdeburg    | NOFV-Oberliga | 4     | 0    |
| 1991/1992 | 1. SC Göttingen 05 | Oberliga      | 29    | 16   |
| 1992/1993 | VfB Oldenburg      | 2. Bundesliga | 35    | 6    |
| 1993/1994 | Arminia Bielefeld  | Oberliga      | 23    | 12   |
| 1994/1995 | Arminia Bielefeld  | Regionalliga  | 27    | 13   |
| 1995/1996 | Rot-Weiss Essen    | Regionalliga  | 24    | 7    |
| 1996/1997 | VfB Lipsk          | 2. Bundesliga | 8     | 1    |
| 1997/1998 | 1. FC Saarbrücken  | Regionalliga  | 23    | 4    |